# Lee Elijah
Lee Elijah (* 19. Februar 1990 in Changwon) ist eine südkoreanische Schauspielerin.

## Leben und Karriere
Lee Elijah wurde in eine protestantische Familie hineingeboren. Ihre Eltern benannten sie nach dem Propheten Elija im Alten Testament. Sie studierte an der Seoul Institute of the Arts. Ihr Debüt gab sie 2013 in der Fernsehserie Basketball. Von 2018 bis 2019 Lee in der Serie Ms. Hammurabi zu sehen. Anschließend bekam sie 2019 in der Serie Chief of Staff die Hauptrolle.
Ihre nächste Hauptrolle bekam Lee 2020 in The Good Detective. Am 15. November 2021 wurde bekannt gegeben, dass Lees Vertrag mit King Kong by Starship beendet wurde. März 2022 unterzeichnete sie einen Vertrag mit der neuen Agentur Ungbin ENS.

## Filmografie (Auswahl)
Filme
- 2019: My Bossy Girl

Serien
- 2013: Basketball
- 2014: Wonderful Days
- 2015: The Return of Hwang Geum-bok
- 2015: Heroes
- 2017: Fight for My Way
- 2018: Children of a Lesser God
- 2018: Ms. Hammurabi
- 2019: Chief of Staff
- 2020: The Good Detective
- 2013: Bait

## Auszeichnungen

### Gewonnen
- 2015: SBS Drama Awards in der Kategorie „New Star Award“

### Nominiert
- 2018: SBS Drama Awards in der Kategorie „Excellence Award, Actress in a Wednesday-Thursday Drama“[7]
- 2021: APAN Star Awards in der Kategorie „Beste Nebendarstellerin“[8]
- 2023: Blue Dragon Series Awards in der Kategorie „Beste Nebendarstellerin“[9]